# Blaesoxipha lautaretensis
Blaesoxipha lautaretensis är en tvåvingeart som beskrevs av Villeneuve 1928. Blaesoxipha lautaretensis ingår i släktet Blaesoxipha och familjen köttflugor.
Artens utbredningsområde är Frankrike. Inga underarter finns listade i Catalogue of Life.